# کلیسای استپانوس مقدس کوسانتس
کلیسای استپانوس مقدس کوسانتس (ارمنی: Կուսանաց Սուրբ Ստեփանոս վանք؛ انگلیسی: St. Stephen Church of Saint Stepanos of the Holy Virgins؛ انگلیسی: Lower Bethlehemi Church) یک کلیسا متعلق به کلیسای حواری ارمنی واقع در شهر تفلیس،  گرجستان می‌باشد. ساخت و ساز این ساختمان در سال‌های ۱۸۶۸–۱۸۷۰ میلادی؛ به پایان رسید. این بنا به سبک معماری ارمنی طراحی شده است.

## نگارخانه

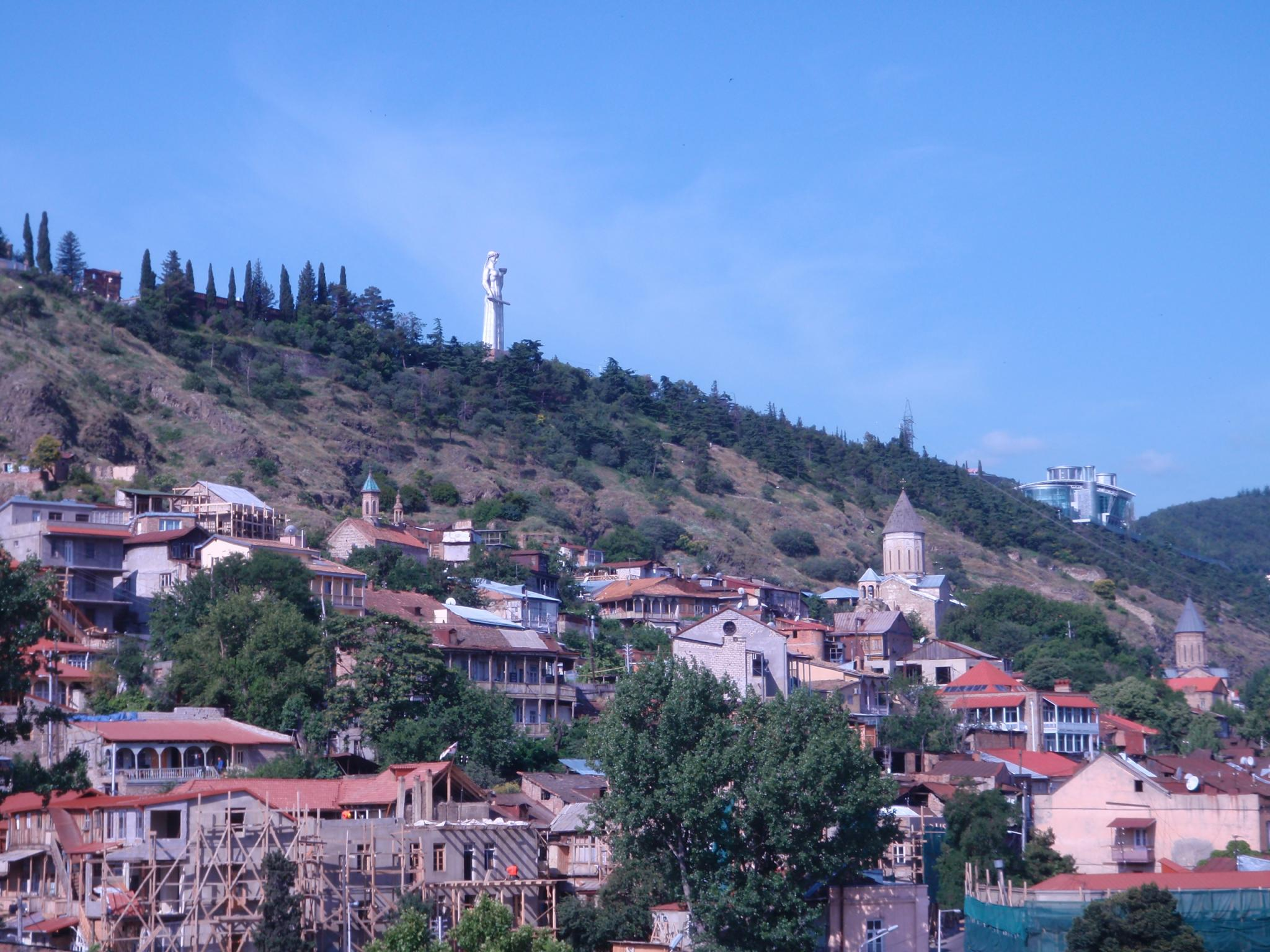
View of Saint Stepano (far right) and two other Armenian churches in Old Tbilisi: کلیسای مریم مقدس بیت‌لحم (تفلیس) (middle) and کلیسای گئورگ مقدس کاراپ (far left)
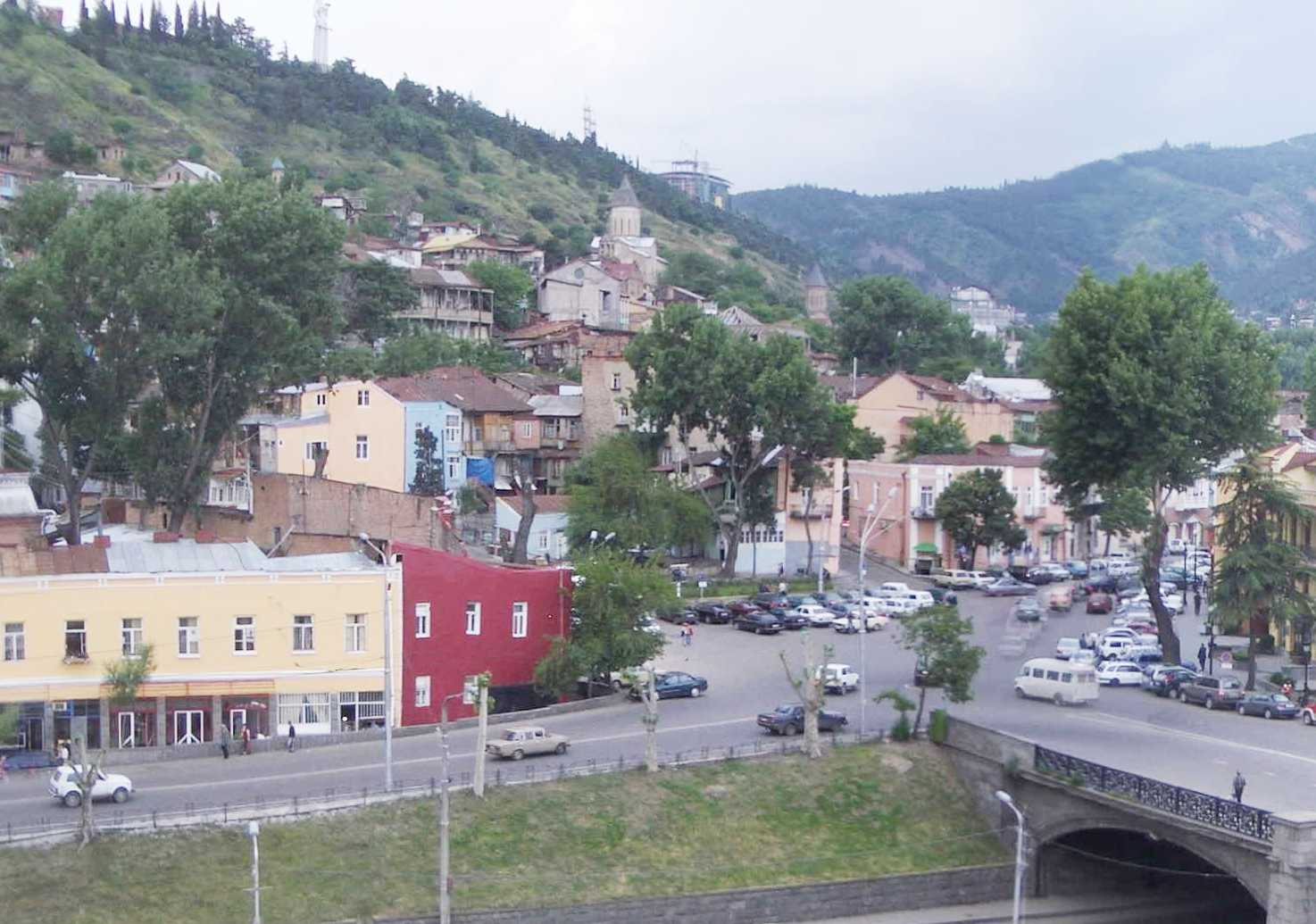
Another view of the Armenian Quarter with Saint Stepanos Church (right of center)